# Philip Jourdain
Pour les articles homonymes, voir Jourdain (homonymie).
Philip Edward Bertrand Jourdain (16 octobre 1879 – 1er octobre 1919) est un mathématicien et logicien britannique, disciple de Bertrand Russell.

## Contexte familial
Philip Jourdain naît à Ashbourne dans le Derbyshire, dans une grande famille appartenant à Emily Clay et à son père Francis Jourdain (pasteur à Ashbourne). Sa sœur Eleanor Jourdain (1863-1924) est une universitaire et principale de collège à Oxford. Une autre sœur, Margaret (en) (1876-1951), est une autorité dans l'histoire de l'ameublement anglais raffiné et la compagne de toujours de la romancière Ivy Compton-Burnett. Son frère Francis (1865-1940) est un ornithologue, spécialiste des œufs.
Il fait ses études au Cheltenham College, puis s'inscrit en mathématiques au Trinity College de Cambridge. Il suit le cours de logique mathématique de Bertrand Russell. Il épouse le 26 juin 1915 Laura Cross, qui l'aide comme secrétaire,.

## Mathématiques et logique
Jourdain est en partie handicapé par l'ataxie de Friedreich qui l'empêche de se présenter à la deuxième partie des tripos de mathématiques et donc de prétendre à une carrière académique. Il correspond avec Georg Cantor et Gottlob Frege, et s'intéresse de près aux paradoxes liés au paradoxe de Russell, formulant la version paradoxe des cartes du paradoxe du menteur. Il correspond avec Ludwig Wittgenstein et le rencontre à Cambridge pour discuter du livre de Frege Les Fondements de l'arithmétique, dont Jourdain a préparé une traduction. Il travaille également sur la logique algébrique et l'histoire des sciences avec Isaac Newton comme étude particulière. Il succède en 1919 à Paul Carus en tant que rédacteur en chef à Londres pour The Monist.
Vers la fin de sa vie, Jourdain devient de plus en plus obsédé par la tentative de prouver l'axiome du choix et en publie plusieurs preuves incorrectes. Littlewood décrit Jourdain sur son lit de mort, débattant toujours avec lui au sujet de sa preuve (incorrecte) de l'axiome du choix. Plus tard, l’indépendance de l’axiome du choix est établie.
Il meurt prématurément à Crookham, dans le Hampshire, à 39 ans le 1er octobre 1919 des suites de sa maladie.

## Distinctions
Il est orateur invité au Congrès international des mathématiciens en 1912 à Cambridge.
Il est membre de l'Academia pro Interlingua.

## Publications
Les œuvres suivantes de Philip Jourdain sont disponibles sur Internet Archive :
- 1908 : Some Points in the Foundation of Mathematical Physics dans The Monist v 18
- 1911 : Some Modern Advances in Logic dans The Monist v 21
- 1913 : The Nature of Mathematics
- 1913 : The Nature  and Validity of the Principle of Least Action dans The Monist v 23
- 1914 : The Economy of Thought dans The Monist v 24
- 1918 : The Philosophy of B*rtr*nd R*ss*ll with an appendix of leading passages from certain other works
- 1919 : Indefinables and Indemonstrables in Mathematics and Theology dans The Monist v 29

Jordan agit à titre de rédacteur en chef pour
- 1914 : Augustus De Morgan : Essays on the Life and Work of Newton

Jourdain effectue les traductions suivantes :
- 1911 : Ernst Mach History and Root of the Principle of Conservation of Energy
- 1915 : Ernst Mach The Science of Mechanics
- 1915 : Georg Cantor Contributions to the Foundation of the Theory of Transfinite Numbers